# Kazushito Manabe
Kazushito Manabe (真鍋和人?, Manabe Kazushito; Niihama, 12 ottobre 1958) è un ex sollevatore giapponese, medagliato olimpico e mondiale che ha gareggiato nella categoria dei pesi mosca (fino a 52 kg).

## Carriera
Ha vinto la medaglia di bronzo alle Olimpiadi di Los Angeles 1984, competizione valida anche come Campionato mondiale, nonché un'altra medaglia di bronzo ai Campionati mondiali di Lilla nel 1981. Ha partecipato anche alle Olimpiadi di Seul 1988, terminando la gara all'ottavo posto.
Ha vinto, inoltre, la medaglia d'oro ai Giochi Asiatici di Nuova Delhi 1982 e la medaglia d'argento ai Giochi Asiatici di Seul 1986.